# Symphonica in Rosso (Marco Borsato)
Symphonica in Rosso is een cd en dvd van de Nederlandse zanger Marco Borsato. Zowel de cd als de dvd zijn een registratie van de concertreeks Symphonica in Rosso die de zanger in 2006 gaf in het GelreDome te Arnhem.
Van de dvd zijn inmiddels 160.000 exemplaren verkocht, goed voor dubbel platina. De cd is 70.000 keer over de toonbank gegaan.

## Nummers
CD1
1. "Rood" - 8:40
2. "Jij alleen" - 3:22
3. "Het water" - 5:36
4. "Italiaanse Medley" - 5:56
5. "Zij" - 4:32
6. "Ik heb genoeg aan jou" - 3:13
7. "Afscheid nemen bestaat niet" - 3:46
8. "Vrij zijn" - 4:24
9. "Dromer" - 6:07
10. "Waarom" - 5:13
11. "Because we believe" met Andrea Bocelli - 4:47
12. "Ik leef niet meer voor jou" - 5:53

CD2
1. "Alleen" - 2:55
2. "Zeg me wie je ziet" - 3:19
3. "Wat zou je doen?" met Ali B - 3:49
4. "Je hoeft niet naar huis vannacht" - 3:08
5. "De waarheid" - 5:27
6. "De bestemming" - 3:30
7. "Dromen zijn bedrog" met Ali B & Yes-R - 6:09
8. "Als alle lichten zijn gedoofd" - 4:38
9. "Als jij maar naar me lacht" - 5:30
10. "Everytime I think of you" met Lucie Silvas - 4:19
11. "Binnen" - 8:45